# 金幸子
金 幸子（キム・ヘンジャ、朝鮮語: 김행자、1943年5月10日 - 1982年11月11日）は、大韓民国の政治学者、女性政治家。第11代韓国国会議員（在任中に死去）。

## 経歴
ソウル出身。1967年梨花女子大学校政治外交学科卒、1975年ハワイ大学修了（政治学博士取得）。1966年以降は韓国国際政治学会幹事、大韓YWCA連合会社会問題部・調査研究部員、梨花女子大学校大学院講師、高麗大学校政治学科講師、梨花女子大学校政治外交学科助教授、クリスチャン・アカデミー女性社会研究会会長、韓国政治学会理事・研究委員、梨花女子大学校法政大学教学課長、清州大学校女性学講師、梨花女子大学校政治外交学科副教授、国保委文公分科委員、国家保衛立法会議議員、韓国国際政治学会理事、国会議員を務めた。